# 多加野詩子
多加野 詩子（たかの うたこ、1966年1月25日 - ）は、日本のスタントウーマン。大阪府八尾市出身。芸道殺陣波濤流高瀬道場師範。
現本名：高瀬詩子。夫は殺陣師・映画監督の高瀬将嗣。

## 経歴
大阪府立清水谷高等学校卒業後上京、高瀬道場に入門。スタントウーマンとして高瀬詩子名義で多数のTV・映画に出演。結婚後は、高瀬道場のチーフマネジメントを務める傍ら、「芸道殺陣波濤流・師範」として一般人向けの殺陣指導を行っている。
2000年にジュニア向け「アクション・キッズ」開設。2006年から3年間、道場のある府中市の「次世代育成支援行動計画推進協議会」の委員としても活動した。
2008年に吉祥寺で女性限定の殺陣講座「Cinema Action」を開設。2009年に定期講座の拠点を吉祥寺から新宿に移し、北千住、八王子、自由が丘などでも講座を指導。東京都新宿区、調布市、江東区などで子供向けアクション体験教室を指導する。

## 指導実績
- 学校法人 日本芸術高等学園 / 日本芸術専門学校
- 定期講座：府中本部・新宿土曜教室・NHKくにたちオープンスクール『Cinema Action殺陣』
- オープン講座：新宿・自由が丘・国立

## 出演作品
- あぶない刑事（第7話「標的」・第40話「温情」）
- ランチの女王
- ボクの女に手を出すな
- ビー・バップ・ハイスクール (1985年の映画)

ほか